# Gamla kyrkan, Helsingfors
För andra se  Gamla kyrkan och Fornkyrkan
Gamla kyrkan är en kyrkobyggnad i Helsingfors. Den ligger i Gamla kyrkoparken i stadsdelen Kampen. Kyrkan invigdes 1826 och är ritad av arkitekt Carl Ludvig Engel. Den är också den äldsta kyrkan i södra Helsingfors och den näst äldsta av alla de nuvarande kyrkorna i staden efter Östersundoms kyrka.
Gamla kyrkan var ursprungligen tänkt som en provisorisk lösning medan man byggde Nikolajkyrkan (nuvarande Helsingfors domkyrka) åren 1830–1852. En ny provisorisk kyrka behövdes eftersom Ulrika Eleonora kyrka revs för att ge plats åt Nikolajkyrkan och Senatstorget. Lösöret från Ulrika Eleonora kyrka flyttades till den nya kyrkan och predikstolen från Ulrika Eleonora finns fortfarande kvar i Gamla kyrkan. Eftersom kyrkan var tänkt som provisorisk byggdes den av trä och klockor ansågs inte vara nödvändiga. Då Nikolajkyrkan blev klar sparades dock kyrkan som började kallas Gamla kyrkan. 
Altartavlan "Jesus välsignar barn" i Gamla kyrkan är målad av Robert Wilhelm Ekman och var ursprungligen tänkt att placeras i Nikolajkyrkan. Då Nikolajkyrkan invigdes tyckte tsar Nikolaj I av Ryssland att tavlan var alltför blid och donerade en mera dyster tavla i stället, "Kristus tas ner från korset".
Gamla kyrkan ligger i Gamla kyrkoparken, som populärt kallas för Pestparken. Parken användes som kyrkogård långt innan kyrkan byggdes. Smeknamnet kommer av att många offer i 1710-talets pest begravdes i parken. Kyrkogården sträckte sig under de nuvarande grannkvarteren. Ingen har begravts i parken efter år 1919 och i dagens läge används parken för rekreation. Många gamla gravstenar finns trots det kvar.
Gamla kyrkan har plats för 1200 besökare och är Helsingfors populäraste bröllopskyrka.